# Carew Tower

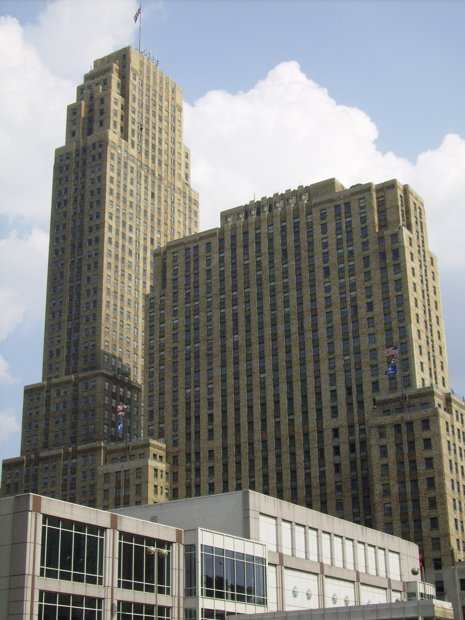
Carew Tower (2007)

Der Carew Tower ist mit 574 Fuß (ca. 175 Meter) Höhe das Wahrzeichen von Cincinnati. 
Mit der Konstruktion des Towers wurde im September 1929 begonnen, einen Monat vor dem großen Börsencrash, dem schwarzen Freitag. Die Auswirkungen des Crashs auf das Design des Gebäudes waren erheblich. Anstatt der geplanten Kalksteinfassade fanden günstigere Backsteine Verwendung. Des Weiteren reduzierte man dekorative Metallarbeiten an der Fassade.
Seit der Fertigstellung im Jahre 1931 wird das Bauwerk für Büroräume, Ladenlokale und Hotelräume genutzt.
Im 49. Stock befindet sich zudem eine offene Aussichtsplattform. Bei gutem Wetter kann man den Ausblick auf drei Staaten genießen: Ohio, Kentucky und Indiana. Mit einem Preis von 4 Dollar ist die Aussichtsplattform eine der günstigsten "must-see"-Attraktionen in Cincinnati.
Seit August 1982 ist der Carew Tower als Gebäude in das National Register of Historic Places eingetragen. Im April 1994 erhielt er den Status eines National Historic Landmarks zuerkannt, wobei es hier als Carew Tower-Netherland Plaza Hotel geführt wird.